# Milford (Connecticut)
Milford – miasto w Stanach Zjednoczonych, w stanie Connecticut, w hrabstwie New Haven.
Z Milford pochodzi Christy Carlson Romano, amerykańska piosenkarka i aktorka.